# Atletisme als Jocs Olímpics d'Estiu de 1896 - Llançament de pes homes

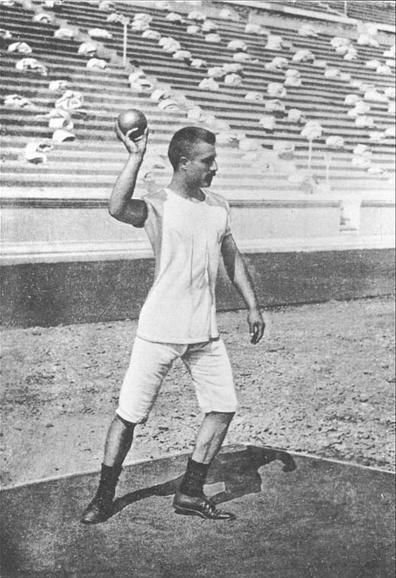
Fotografia de la competició de pes als Jocs Olímpics de 1896.

El llançament de pes masculí era una de les dues proves de llançament que es va disputar als Jocs Olímpics d'Atenes 1896. Hi participaven set atletes. Aquesta prova es va disputar el 7 d'abril de 1896.

## Medallistes
| Or             | Plata             | Bronze               |
| Robert Garrett | Miltiades Gouskos | Georgios Papasideris |

## Resultats
| Posició | Atleta               | Distància  |
| ------- | -------------------- | ---------- |
| Or      | Robert Garrett       | 11.22 m    |
| Plata   | Miltiades Gouskos    | 11.03 m    |
| Bronze  | Georgios Papasideris | 10.36 m    |
| 4       | Viggo Jensen         | Desconegut |
| 5-7     | Ellery Clark         | Desconegut |
| 5-7     | Fritz Hoffmann       | Desconegut |
| 5-7     | Carl Schuhmann       | Desconegut |